# テロック・エア
テロック・エア（Telok Ayer, 直落亚逸）は、シンガポール南部、セントラル・エリアのオートラムの中華街（牛車水）に位置する地域である。
テロック・エアはマレー語で湾の水という意味であり、ここを通るテロック・エア通りから来ている。1820年代より中国系移民のコミュニティとして栄えており、仏教の寺院や中国系のキリスト教の教会などがある。
周辺にはMRTダウンタウン線のテロック・エア駅がある。
2ちゃんねるを所有および裁判における債権者となっているパケット・モンスター（Packet Monster）は、この土地に登記されている。